# ティンガティンガ
ティンガティンガ (Tingatinga) は、1960年代にタンザニア・ダルエスサラームにおいて、エドワード・サイディ・ティンガティンガ、1932年 - 1972年) が生み出したポップアートの手法。主に動物や植物などの自然が描かれる。ティンガティンガ絵画ともいう。
当初は、メゾナイトと呼ばれる建築資材にエナメルペンキで描かれた、日常生活の傍らとしての芸術であったが、専門的な絵画教育を受けていない素朴な技法が評価された。
創始者のエドワードが40歳のときに、警官に誤射され不慮の死を遂げた後も、同じ手法や画風を継ぐ弟子たちの画家によって描かれ、世界中に広まっている。日本でもインターネットを利用した通信販売などの手段で入手することが可能である。
2007年8月1日よりスターバックスコーヒーの銀座マロニエ通り店において展示を行っている。

## 作風
描かれる対象としては、サルやヘビなどの身近な動植物から、自然における神聖とされているものまで多岐にわたるが、一般に人工物よりも自然物が多く描かれる。また、創始者のエドワードが美術の教育を受けていなかったこともあり、自由な作風が特徴的である。
ペンキで一定程度描いては屋外で乾かすという工程を繰り返すことで作品を作っていくことに特徴がある。

## ティンガティンガ村
ダルエスサラーム郊外に、ティンガティンガの画家が集まって生活している村がある。制作は村内の協働の工房で行われ、生前のエドワードから直接学んだ年長者が手法を伝達し、若い画家を指導している。現在、村はエドワードを頼った甥のオマリー・アモンデ (Omary A. Amonde) が中心となっている。